# Landkreis Neustadt an der Aisch
Der Landkreis Neustadt an der Aisch, amtlich Landkreis Neustadt a.d.Aisch, gehörte zum  bayerischen Regierungsbezirk Mittelfranken. Vor dem Beginn der bayerischen Gebietsreform am Anfang der 1970er Jahre umfasste der Landkreis 84 Gemeinden.

## Geographie

### Wichtige Orte
Die größten Orte waren Neustadt an der Aisch, Markt Erlbach, Wilhermsdorf und Emskirchen.

### Nachbarkreise
Der Landkreis grenzte Anfang 1972 im Uhrzeigersinn im Norden beginnend an die Landkreise Höchstadt an der Aisch, Fürth, Ansbach, Uffenheim und Scheinfeld.

## Geschichte

### Bezirksamt
Das Bezirksamt Neustadt an der Aisch wurde im Jahr 1862 durch den Zusammenschluss der Landgerichte älterer Ordnung Markt Erlbach und Neustadt an der Aisch gebildet.

### Landkreis
Am 1. Januar 1939 wurde wie sonst überall im Deutschen Reich die Bezeichnung Landkreis eingeführt. So wurde aus dem Bezirksamt der Landkreis Neustadt an der Aisch.
Im Jahr 1955 erfolgte ein Kreistagsbeschluss des Landkreises zum Bau des Kreiskrankenhauses Neustadt a. d. Aisch, dessen Grundstein 1956 gelegt und das 1958 eröffnet wurde. 1962 beschloss der Kreistag unter Beteiligung des späteren Bundesministers Werner Dollinger die Erweiterung.
Am 1. Juli 1971 wurde der Landkreis Neustadt an der Aisch um die Gemeinde Buch des Landkreises Uffenheim vergrößert. Buch wurde in die Gemeinde Trautskirchen eingegliedert.
Am 1. Januar 1972 wurde die Gemeinde Kirchfembach des Landkreises Neustadt an der Aisch in den Landkreis Fürth um- und in die Stadt Langenzenn eingegliedert.
Am 1. Juli 1972 wurden dem Landkreis Neustadt an der Aisch im Zuge der Gebietsreform in Bayern die größten Teile der aufgelösten Landkreise Scheinfeld und Uffenheim zugeschlagen. Gleichzeitig trat der Landkreis die Gemeinde Dietenhofen an den Landkreis Ansbach sowie die Gemeinden Katterbach und Wilhermsdorf an den Landkreis Fürth ab. Am 1. Mai 1973 erhielt der vergrößerte Landkreis die heute gültige Bezeichnung Neustadt an der Aisch-Bad Windsheim.

## Einwohnerentwicklung
| Jahr | Einwohner | Quelle |
| ---- | --------- | ------ |
| 1864 | 32.726    | [ 7 ]  |
| 1885 | 32.579    | [ 8 ]  |
| 1900 | 29.700    | [ 9 ]  |
| 1910 | 30.755    | [ 9 ]  |
| 1925 | 30.085    | [ 10 ] |
| 1939 | 29.844    | [ 11 ] |
| 1950 | 44.169    | [ 12 ] |
| 1960 | 40.600    | [ 13 ] |
| 1971 | 42.300    | [ 14 ] |

## Gemeinden
Kursiv gesetzte Orte sind noch heute selbständige Gemeinden. Bei den Orten, die heute nicht mehr selbständig sind, ist vermerkt, zu welcher Gemeinde der Ort heute gehört. Die meisten Gemeinden des ehemaligen Landkreises gehören heute zum Landkreis Neustadt an der Aisch-Bad Windsheim, andernfalls ist es ebenfalls vermerkt.

Landkreis Neustadt an der Aisch, Gemeindegrenzenkarte von 1961

| Stadt 1. Neustadt a. d. Aisch Märkte 1. Baudenbach 2. Dachsbach 3. Dietenhofen (Landkreis Ansbach) 4. Markt Erlbach 5. Uehlfeld | Weitere Gemeinden 1. Abtsgreuth (Gemeinde Münchsteinach) 2. Altershausen (Gemeinde Münchsteinach) 3. Altselingsbach (Markt Markt Erlbach) 4. Beerbach (Gemeinde Dietersheim) 5. Bergtheim (Gemeinde Gutenstetten) 6. Birkenfeld (Stadt Neustadt an der Aisch) 7. Birnbaum (Gemeinde Gerhardshofen) 8. Bräuersdorf (Gemeinde Hagenbüchach) 9. Brunn (Markt Emskirchen) 10. Buchen (Markt Markt Erlbach) 11. Buchklingen (Markt Emskirchen) 12. Demantsfürth (Markt Uehlfeld) 13. Dettendorf (Gemeinde Diespeck) 14. Diebach (Stadt Neustadt an der Aisch) 15. Diespeck 16. Dietersheim 17. Dippoldsberg (Markt Wilhermsdorf, Landkreis Fürth) 18. Dürrnbuch (Markt Emskirchen) 19. Ebersbach (Gemeinde Wilhelmsdorf) 20. Ebersdorf (Markt Dietenhofen, Landkreis Ansbach) 21. Eckenberg (Markt Emskirchen) 22. Eggensee (Stadt Neustadt an der Aisch) 23. Emskirchen 24. Eschenbach (Markt Markt Erlbach) 25. Frankenfeld (Markt Baudenbach) 26. Gerhardshofen 27. Göttelhöf (Gemeinde Gerhardshofen) 28. Gunzendorf (Markt Emskirchen) 29. Gutenstetten 30. Hagenbüchach 31. Hambühl (Markt Baudenbach) 32. Herpersdorf (Markt Dietenhofen, Landkreis Ansbach) 33. Herrnneuses (Stadt Neustadt an der Aisch) 34. Hirschneuses (Markt Neuhof an der Zenn) 35. Hohholz (Markt Emskirchen) 36. Jobstgreuth (Markt Markt Erlbach) 37. Kästel (Gemeinde Gerhardshofen) 38. Katterbach (Altkatterbach: Markt Wilhermsdorf, Landkreis Fürth, Neukatterbach: Markt Neuhof an der Zenn) 39. Kirchfembach (Stadt Langenzenn, Landkreis Fürth) 40. Klausaurach (Markt Markt Erlbach) 41. Kotzenaurach (Markt Markt Erlbach) 42. Leonrod (Markt Dietenhofen, Landkreis Ansbach) 43. Linden (Markt Markt Erlbach) 44. Losaurach (Markt Markt Erlbach) 45. Mausdorf (Markt Emskirchen) 46. Mönchsberg (Markt Baudenbach) 47. Münchsteinach 48. Neidhardswinden (Markt Emskirchen) 49. Neudorf (Markt Dietenhofen, Landkreis Ansbach) 50. Neuebersbach (Gemeinde Münchsteinach) 51. Neuhof an der Zenn 52. Neuziegenrück (Markt Neuhof an der Zenn) 53. Oberfeldbrecht (Markt Neuhof an der Zenn) 54. Oberhöchstädt (Markt Dachsbach) 55. Oberroßbach (Gemeinde Dietersheim) 56. Pahres (Gemeinde Gutenstetten) 57. Peppenhöchstädt (Markt Uehlfeld) 58. Pirkach (Markt Emskirchen) 59. Rauschenberg (Markt Dachsbach) 60. Reinhardshofen (Gemeinde Gutenstetten) 61. Rennhofen (Markt Emskirchen) 62. Rockenbach (Gemeinde Gutenstetten) 63. Roßbach (Markt Baudenbach) 64. Schauerberg (Markt Emskirchen) 65. Schauerheim (Stadt Neustadt an der Aisch) 66. Schellert (Stadt Neustadt an der Aisch) 67. Schornweisach (Markt Uehlfeld) 68. Seubersdorf (Markt Dietenhofen, Landkreis Ansbach) 69. Siedelbach (Markt Markt Erlbach) 70. Stübach (Gemeinde Diespeck) 71. Tragelhöchstädt (Markt Uehlfeld) 72. Traishöchstädt (Markt Dachsbach) 73. Trautskirchen 74. Unternesselbach (Stadt Neustadt an der Aisch) 75. Unterschweinach (Stadt Neustadt an der Aisch) 76. Wilhelmsdorf 77. Wilhermsdorf (Landkreis Fürth) 78. Willmersbach (Gemeinde Gerhardshofen) |

## Kfz-Kennzeichen
Am 1. Juli 1956 wurde dem Landkreis bei der Einführung der bis heute gültigen Kfz-Kennzeichen das Unterscheidungszeichen NEA zugewiesen. Es wird im Landkreis Neustadt an der Aisch-Bad Windsheim durchgängig bis heute ausgegeben.